# Andy King
Andrew Philip King (Barnstaple, Inglaterra, Reino Unido, 29 de octubre de 1988) es un exfutbolista galés que jugaba como centrocampista.

## Trayectoria
Ha pasado gran parte de su carrera profesional con el Leicester City, participando en más de 250 encuentros entre la Premier League, la Football League Championship y la Football League One, las tres principales divisiones del fútbol inglés. Ganó el título de la Premier League 2015-16. El 2 de mayo de 2016 se convirtió en el primer futbolista en ganar la Tercera, Segunda y Primera División del fútbol inglés; todas jugando para el Leicester City.
Tras varias cesiones en sus últimos años en el club, pasando por varios equipos de la Football League Championship, abandonó definitivamente la entidad tras finalizar su contrato al término de la temporada 2019-20.

## Selección nacional

### Participaciones en Eurocopas
| Eurocopa      | Sede    | Resultado   | Partidos | Goles |
| ------------- | ------- | ----------- | -------- | ----- |
| Eurocopa 2016 | Francia | Semifinales | 3        | 0     |

## Clubes
| Club                                | País          | Año           | Partidos | Anotado | Media |
| ----------------------------------- | ------------- | ------------- | -------- | ------- | ----- |
| Leicester City F. C.                | Inglaterra    | 2006-2020     | 379      | 62      | 0.16  |
| Swansea City A. F. C. (cedido)      | Gales         | 2018          | 11       | 2       | 0.18  |
| Derby County F. C. (cedido)         | Inglaterra    | 2019          | 4        | 0       | 0     |
| Rangers F. C. (cedido)              | Escocia       | 2019-2020     | 5        | 0       | 0     |
| Huddersfield Town A. F. C. (cedido) | Inglaterra    | 2020          | 14       | 0       | 0     |
| Oud-Heverlee Leuven                 | Bélgica       | 2021          | 1        | 0       | 0     |
| Bristol City F. C.                  | Inglaterra    | 2021-2024     | 64       | 1       | 0.02  |
| Total carrera                       | Total carrera | Total carrera | 478      | 65      | 0.14  |

## Palmarés

### Títulos nacionales
| Título                       | Club                 | País       | Año  |
| ---------------------------- | -------------------- | ---------- | ---- |
| Football League One          | Leicester City F. C. | Inglaterra | 2009 |
| Football League Championship | Leicester City F. C. | Inglaterra | 2014 |
| Premier League               | Leicester City F. C. | Inglaterra | 2016 |